# Pamburus missionis
Pamburus missionis là một loài thực vật có hoa trong họ Cửu lý hương. Loài này được (Wight) Swingle mô tả khoa học đầu tiên năm 1916.